# Hapoel Holon 2021-2022
Questa voce raccoglie le informazioni riguardanti l'Hapoel Holon nelle competizioni ufficiali della stagione 2021-2022.

## Stagione
La stagione 2021-2022 dell'Hapoel Holon è la 56ª nel massimo campionato israeliano di pallacanestro, la Ligat ha'Al.

## Roster
Aggiornato al 24 marzo 2024.
| Hapoel U-NET Holon 2021-22 | Hapoel U-NET Holon 2021-22 |
| Giocatori                  | Staff tecnico              |
| -------------------------- | -------------------------- |

| N. | Naz.                                    | Ruolo | Nome                | Anno | Alt.   | Peso   |  |
| -- | --------------------------------------- | ----- | ------------------- | ---- | ------ | ------ |  |
| 00 | Stati Uniti (bandiera)                  | C     | Steve Zack          | 1992 | 211 cm | 111 kg |  |
| 1  | Stati Uniti (bandiera)                  | P     | Joe Ragland         | 1989 | 182 cm | 80 kg  |  |
| 2  | Israele (bandiera)                      | P     | Ido Romy            | 2001 | 185 cm |        |  |
| 3  | Stati Uniti (bandiera)                  | G     | Adam Smith          | 1992 | 185 cm | 75 kg  |  |
| 4  | Stati Uniti (bandiera)                  | AP    | Chris Johnson       | 1990 | 198 cm | 93 kg  |  |
| 5  | Israele (bandiera)                      | AG    | Eitan Yanai         | 2003 | 202 cm |        |  |
| 6  | Israele (bandiera)                      | PG    | Omer Tal            | 1992 | 191 cm |        |  |
| 8  | Francia (bandiera) · Israele (bandiera) | G     | Frédéric Bourdillon | 1991 | 193 cm | 86 kg  |  |
| 9  | Israele (bandiera)                      | AP    | Rafi Menco          | 1994 | 200 cm | 100 kg |  |
| 10 | Israele (bandiera)                      | AP    | Guy Pnini (C)       | 1983 | 201 cm | 97 kg  |  |
| 12 | Stati Uniti (bandiera)                  | AC    | Michale Kyser       | 1991 | 208 cm | 98 kg  |  |
| 20 | Stati Uniti (bandiera)                  | A     | Hayden Dalton       | 1996 | 203 cm | 88 kg  |  |
| 21 | Israele (bandiera)                      | PG    | Ofek Fogelman       | 2002 | 186 cm |        |  |
| 25 | Stati Uniti (bandiera)                  | G     | Tyrus McGee         | 1991 | 188 cm | 90 kg  |  |
| 23 | Stati Uniti (bandiera)                  | G     | Steven Gray         | 1989 | 196 cm | 93 kg  |  |
| 24 | Israele (bandiera)                      | G     | Eidan Alber         | 2000 | 193 cm | 87 kg  |  |
| 35 | Stati Uniti (bandiera)                  | C     | Mark Ogden          | 1994 | 208 cm | 95 kg  |  |
| 44 | Israele (bandiera)                      | P     | Niv Misgav          | 1995 | 183 cm | 80 kg  |  |

| Allenatore                                                            |
| - Maurizio Buscaglia (fino al 6 gennaio) - Guy Goodes (dal 9 gennaio) |
| Assistente/i                                                          |
| - Amit Sherf Legenda - (C) Capitano - (IN) Inattivo - Infortunato     |

## Mercato

### Sessione estiva
| Acquisti | Acquisti      | Acquisti          | Acquisti   | Acquisti |
| R.       | Nome          | da                | Modalità   |          |
| -------- | ------------- | ----------------- | ---------- | -------- |
| P        | Joe Ragland   | Hapoel Eilat      | svincolato |          |
| PG       | Omer Tal      | Hap. Galil Elyon  | svincolato |          |
| G        | Eidan Alber   | Maccabi Tel Aviv  | prestito   |          |
| G        | Steven Gray   | Igokea            | svincolato |          |
| AP       | Rafi Menco    | Élan Chalon       | svincolato |          |
| C        | Michale Kyser | VEF Rīga          | svincolato |          |
| C        | Mark Ogden    | Stal Ostrów Wiel. | svincolato |          |

| Cessioni | Cessioni             | Cessioni             | Cessioni       | Cessioni |
| R.       | Nome                 | a                    | Modalità       |          |
| -------- | -------------------- | -------------------- | -------------- | -------- |
| P        | Oded Brandwein       | Maccabi Tel Aviv     | fine contratto |          |
| G        | C.J. Harris          | Bourg-en-Bresse      | fine contratto |          |
| G        | Tyrus McGee          | S.P. Burgos          | fine contratto |          |
| G        | Aviel Ne'eman Tzedek | Free agent           | fine contratto |          |
| AP       | Michał Sokołowski    | Universo Treviso     | fine contratto |          |
| AP       | Willy Workman        | H. Gerusalemme       | fine contratto |          |
| A        | Isaiah Miles         | Promitheas           | fine contratto |          |
| AG       | Joe Alexander        | Free agent           | fine contratto |          |
| AG       | Maxime De Zeeuw      | Free agent           | fine contratto |          |
| AG       | Nate Sestina         | Merkezefendi Denizli | fine contratto |          |
| AG       | Tal Zach             | Free agent           | fine contratto |          |
| C        | Richard Howell       | Hapoel Haifa         | fine contratto |          |

### Dopo l'inizio della stagione
| Acquisti | Acquisti      | Acquisti             | Acquisti         | Acquisti   |
| R.       | Nome          | da                   | Data             | Modalità   |
| -------- | ------------- | -------------------- | ---------------- | ---------- |
| C        | Steve Zack    | S.P. Burgos          | 27 novembre 2021 | svincolato |
| G        | Adam Smith    | Merkezefendi Denizli | 16 dicembre 2021 | svincolato |
| G        | Tyrus McGee   | S.P. Burgos          | 28 gennaio 2022  | svincolato |
| A        | Hayden Dalton | Free agent           | 29 gennaio 2022  | svincolato |

| Cessioni | Cessioni    | Cessioni         | Cessioni         | Cessioni      |
| R.       | Nome        | a                | Data             | Modalità      |
| -------- | ----------- | ---------------- | ---------------- | ------------- |
| G        | Steven Gray | Peristeri        | 10 dicembre 2021 | rescissione   |
| C        | Mark Ogden  | CSM Oradea       | 6 gennaio 2022   | rescissione   |
| G        | Eidan Alber | Maccabi Tel Aviv | 24 febbraio 2022 | fine prestito |